# 内特·霍索恩
内特·霍索恩（英語：Nate Hawthorne，1950年1月15日—2005年11月23日），美国NBA联盟前职业篮球运动员。他在1973年的NBA选秀中第7轮第118顺位被洛杉矶湖人选中。